# BMG Rights Management
BMG Rights Management GmbH é uma empresa internacional de música focada no gerenciamento de publicação musical, direitos de gravação e distribuição de música. A empresa atua como uma divisão do conglomerado de mídia internacional Bertelsmann. A empresa foi fundada em 2008 como uma joint-venture entre a Bertelsmann e a empresa global de investimento de capital Kohlberg Kravis Roberts (KKR). Em março de 2013, a Bertelsmann assumiu a BMG, mediante a aquisição de ações da KKR, tornando-a uma subsidiária integral do grupo Bertelsmann. A sede da empresa fica em Berlim e opera escritórios regionais em Nova York, Nashville, Los Angeles, Londres, Madri, Paris, Estocolmo, Hilversum, Pequim, Toronto, Sydney e São Paulo. A BMG é a mais nova e quarta maior empresa internacional do setor de música, com mais de 2,5 milhões de composições e gravações em sua biblioteca.
Em 2016 a BMG abriu uma filial no Brasil, sediada em São Paulo, e em 2019, a BMG Brasil assinou com seu primeiro artista, a banda gaúcha Fresno. Mais recentemente, em 2020, a BMG Brasil assinou a famosa banda de rock dos anos 80 Titãs, que já estiveram na antiga BMG.

## Subsidiárias e artistas
A empresa comprou muitas editoras de música e gravadoras. Também assinou com vários artistas.

### Editoras de música
- Bug Music[4]
- Crosstown Songs
- Cherry Lane Music Publishing
- Chrysalis Music Group[5]
- Evergreen Copyrights
- Famous Music UK[6]
- Minder Music
- R2M[7]
- Sony/ATV Music Publishing (alguns compositores)
- Stage Three Music
- Virgin Music

### Produção de música
A BMG possui uma biblioteca significativa de músicas de produção (músicas de biblioteca), para uso em filmes, televisão, publicidade e outras mídias. Este foi adquirido através de várias aquisições na década de 2010, incluindo a MusicDIRECTOR (parte da Talpa Music), Music Beyond, X-Ray Dog, Beds & Beats, Immediate Music, AXS Music, Altitude Music e Must Save Jane.

### Acordos de sub-edições
- 2929 Productions
- Activision
- Amblin Partners
- AMC Networks
- The Asylum
- FremantleMedia
- Hasbro Studios
- Icon Productions
- Kika Seixas Edições Musicais
- Netflix
- New Concorde
- NFL Films
- Pokémon
- Relativity Media
- Som Livre
- Turner Broadcasting
- Walden Media
- The Weinstein Company

### Gravadoras
- 50/50 Global
- Albert Music
- Atmosphériques
- Broken Bow Records
- Disques Dreyfus
- Double U Records (fundada por Jacob Whitesides)
- Dutchess Music (fundada por Fergie)
- The Echo Label
- The End Records
- Hal David
- Infectious Records
- Lastrada Entertainment
- Mute Records (APENAS o catálogo antigo da Mute entre 1978 e 2012, exclundo a discografia do Depeche Mode)
- Neon Nation Corporation
- Paracadute  (fundada por OK GO)
- PWL Records
- RAM Records
- R2M Music+
- Rise Records
- Rhythm Nation (fundada por Janet Jackson)
- S-Curve Records
- Sanctuary Records
- Sedona Recording Company
- Skint Records
- Strictly Rhythm
- Total Experience Records
- Union Square Music
- Vagrant Records
- Verse Music Group
- Victory Records
- ZTT Records

### Artistas/Assinaturas
- 2 Live Crew
- 311
- Amy Lee
- A Perfect Circle
- Aerosmith
- Afrojack
- Alabama
- Avril Lavigne
- Damon Albarn
- Marc Almond
- alt-J
- apl.de.ap
- Lauren Aquilina
- The Asteroids Galaxy Tour
- Rick Astley
- Backstreet Boys
- Boyz II Men
- Kevin Barnes
- Jim Beanz
- John Benitez
- The Black Eyed Peas
- Birdy
- Black Rebel Motorcycle Club
- Blink-182
- Blondie
- David Bowie
- Armin van Buuren
- busbee
- Camila Cabello
- Matt Cardle
- The Civil Wars
- Paolo Conte
- The Cranberries
- Culture Club
- Dance Gavin Dance
- Day26
- Deaf Havana
- John Denver
- brandUn DeShay
- Dexys Midnight Runners
- Mando Diao
- Die Prinzen
- Die Toten Hosen
- Dat Adam
- Kontra K
- RAF Camora
- Kara DioGuardi
- DJ Khaled
- DJ Snake
- Duffy
- Duran Duran
- Dumbfoundead
- Def Dames
- Echo & the Bunnymen
- Emerson, Lake & Palmer (fora do Sul da Ásia)[11]
- Sully Erna
- Evanescence
- Faith Evans
- Ewert and The Two Dragons
- George Ezra
- Carl Falk
- Fergie
- Bryan Ferry
- Fifth Harmony
- FKA Twigs
- Fleur East
- Foo Fighters
- Foxes
- G4
- Francesco Gabbani
- Fresno (assinado em 2019)
- Lady Gaga
- Boy George
- Coyle Girelli
- Glasvegas
- Jess Glynne
- Godsmack
- Gorillaz
- Gossip
- Kina Grannis
- Cee Lo Green
- David Guetta
- Woody Guthrie
- Hip Parade
- Buddy Holly[12]
- Hollywood Undead
- The Horrors
- Chrissie Hynde
- IAMX
- Billy Idol
- Iron Maiden
- Janet Jackson
- Wayne Jackson
- Jamiroquai
- Jean Michel Jarre
- Rodney Jerkins
- Jet
- Jethro Tull
- Virginia Jetzt!
- Quincy Jones
- Elle King
- Kings of Leon
- Josh Krajcik
- Fela Kuti
- La Roux
- John Legend
- Hillary Lindsey
- Little Mix
- Loreen
- LP
- The Maccabees
- Manfred Mann's Earth Band
- Bruno Mars
- Ricky Martin
- MC Hammer
- Martine McCutcheon
- Nate Mendel
- MGMT
- M.I.A.
- Kylie Minogue
- Morrissey
- Van Morrison
- Matt Nathanson
- Nena
- New York Dolls
- Nickelback[13]
- Gary Numan
- Paul Oakenfold
- Frank Ocean
- Of Montreal
- OK Go
- Roy Orbison
- Outkast
- Iggy Pop
- Portishead
- The Prodigy
- Pryde
- Charlie Puth
- Gerry Rafferty
- Lana Del Rey
- The Reason 4
- Reel Big Fish
- Bebe Rexha
- Riff Raff
- Rizzle Kicks
- The Rolling Stones[14]
- Marlon Roudette
- Kevin Rowland
- Raul Seixas
- Rubik
- Rumer
- St. Vincent
- Sam Smith
- Jack Savoretti
- Robin Schulz
- Matt Schwartz
- Jon Secada
- Senses Fail
- Sex Pistols
- Al Shux
- Del Shannon
- Ed Sheeran
- Simple Minds
- The Smashing Pumpkins
- Pat Smear
- Sparks
- The Strokes
- Sepultura (assinado em 2020)
- Sublime with Rome
- Mark Summers
- Super Furry Animals
- Take That
- Tears for Fears
- Texas
- Tim Kelley
- Titãs (assinado em 2020)
- Toby Gad
- Tokio Myers
- Louis Tomlinson
- Traphik
- Twinnie-Lee Moore
- Frank Turner
- Mayra Verónica
- Jacob Whitesides
- will.i.am
- Dan Wilson
- Within Temptation
- Wiz Khalifa
- The Wiz
- Young Kato
- You Me At Six
- ZZ Top